# 新條由芽
新條 由芽（しんじょう ゆめ、1998年4月27日 - ）は、日本の元女優。群馬県出身。元A-Plus所属。2024年3月31日を以って芸能界を引退した。

## 略歴
フリーモデル兼コスプレイヤーとして活動している際に『週刊ヤングジャンプ』（2018年、No.10、2月8日発売号、集英社）の巻末ページに掲載された。このグラビアページをA-Plus代表が見たことで同社への所属が決まった。A-Plusからスカウトを受けた際には、芸能界に興味はなく、元々人前に出るのが苦手なタイプでもあったことから悩んでいたが、「あなたは演技や映像の中で輝ける人だから、絶対やった方がいい」と強く推され、ここで断ったら今後始めるきっかけはないと思い、所属を決意した。
2018年末には所属事務所の先輩、吉岡里帆とともに『週刊プレイボーイ』（集英社）創刊52周年アドボード広告に抜擢。初グラビアを飾る。10月22日発売の『週刊プレイボーイ』45号で初の水着グラビアを披露した。
2019年1月から放送された『3年A組-今から皆さんは、人質です-』（日本テレビ）で女優デビューを果たした。5月から『サンセット5』（エフエム群馬）の1コーナー「シークレットアワー」で名前と顔を隠し、いろはとしてパーソナリティを担当。2020年2月に番組内で正体を明かした。このコーナーは後に、第57回（2019年度）ギャラクシー賞のラジオ部門で奨励賞を受賞した。2020年4月からは同局の『POTLUCK』（エフエム群馬）の1コーナー「新條由芽 黄昏ミュージック」を担当している。
2020年3月8日から放送されたスーパー戦隊シリーズ『魔進戦隊キラメイジャー』（テレビ朝日）にダブルヒロインの一人・速見瀬奈 / キラメイグリーン役で出演。速見瀬奈は女子陸上界のスーパースターという設定だが本人は中学・高校時代は6年間茶道部で、元々体育は苦手だったと語っている。メイン監督の山口恭平は、新條が自身と正反対のキャラクターを演じることにやり辛さを見せていたが、次第に本人の明るさが反映されたり、走りの特訓を行うなどして役をものにしていったと証言している。
2021年1月15日に自身初の写真集『ゆめいろ』が同年2月25日に発売されることを発表した。
2024年1月29日、同年3月31日をもってA-Plusを退所し、芸能界を引退することを発表した。

## 人物
グラビアを始めたきっかけは好きな漫画が『ヤングジャンプ』に連載されており、同じ雑誌に載れるならやってみようというものだった。
グラビアをやるに伴い、定期的にジムに通ったり、胸肉を食べるなどし、スタイルを維持している。
化粧水を4つ使用するなどスキンケアにもこだわりを見せる。
資格は、茶道では裏千家の点前を、書道では中等部師範をそれぞれ習得している。12年間、ピアノを習っており、ドビュッシーやショパンの曲調が好きだと語っている。
特技の百人一首は、好きな漫画であった『ちはやふる』の影響で始めたもので、中高と校内で行われていた百人一首大会では1位を毎年連続でとっていたという。ただし、日本一を決めるような大会ではなかったため、袴は『キラメイジャー』で人生で初めて着たという。
写真を撮ることが好きで、フィルムとデジタル両方のカメラを持っている。ドラマ『相棒』（テレビ朝日）、『科捜研の女』（テレビ朝日）が好きで、刑事ものや時代劇への出演を目標としている。アニメでは『ワールドトリガー』が好きである。
目標としている女優は吉岡里帆。
毎週、部屋に花を1本飾っている。好物は群馬の郷土菓子、焼きまんじゅうの「あん入り」。
23年間ロングヘアだったが、『探偵が早すぎる～春のトリック返し祭り～』（読売テレビ）の役作りで短髪にした。

## 出演

### テレビドラマ
- 健康で文化的な最低限度の生活 第2話（2018年7月24日、関西テレビ・フジテレビ） - お寿司屋の店員 役
- 3年A組-今から皆さんは、人質です-（2019年1月6日 - 3月10日、日本テレビ） - 金沢玲央 役[23]
- 離婚なふたり（2019年4月5日・12日、テレビ朝日）
- 電影少女-VIDEO GIRL MAI 2019-（2019年4月12日 - 6月28日、テレビ東京） - 佐竹美優 役[24]
- セミオトコ 第4話（2019年8月16日、テレビ朝日） - 二宮 役
- ニッポンノワール-刑事Yの反乱- 最終話（2019年12月15日、日本テレビ） - 金沢玲央 役[注釈 1]
- 魔進戦隊キラメイジャー（2020年3月8日 - 2021年2月28日、テレビ朝日） - 速見瀬奈 / キラメイグリーン 役[25]
- ザ・ハイスクール ヒーローズ 第1話・第2話（2021年7月31日・8月7日、テレビ朝日） - 三島純加 / 黒髪魔人 役[26]
- 探偵が早すぎる～春のトリック返し祭り～（2022年4月14日 - 6月16日、読売テレビ・日本テレビ） - 中村真央 役[27]
- ちむどんどん スペシャル（2022年11月6日・12日、NHK BSプレミアム） - 比嘉歌子の同級生 役
- アカイリンゴ（2023年1月23日 - 3月27日、朝日放送テレビ 他） - 宇宙美空 役[28]
- 家政夫のミタゾノ 第6シリーズ 第8話（2023年11月28日、テレビ朝日） - 三倉真美 役[29]

### 配信番組
- 告ったり、フラれたり #7「お試し期間、1ヶ月」（2019年10月4日配信開始、YouTube） - 主演・西山望美 役
- じゃない方の夜 〜恋は突然、生まれない。〜 第9話・第10話（2021年12月6日・13日、Paravi） - 桜子 役[30]
- アカイリンゴ（tver、GYAO!）
  - デスゲーム編～犬田光の空白の一か月〜《スピンオフ》（2023年3月6日） - 宇宙美空 役
  - 〜歩くアロマ教師 壇田律〜 心のホームルーム 前編・後編（2023年3月12日・19日）
- ココの恍惚コスパメシ 昆布篇（2024年3月30日 - 4月6日、全3話、ショードラ / SHOW DRAMA公式TikTok）

### 映画
- スーパー戦隊シリーズ（東映） - 速見瀬奈 / キラメイグリーン 役
  - 魔進戦隊キラメイジャー エピソードZERO（2020年2月8日）[31]
  - 魔進戦隊キラメイジャー THE MOVIE ビー・バップ・ドリーム（2021年2月20日）[32]

### オリジナルビデオ
- スーパー戦隊シリーズ（東映ビデオ） - 速見瀬奈 / キラメイグリーン 役
  - 魔進戦隊キラメイジャーVSリュウソウジャー（2021年8月4日）[33]
  - 機界戦隊ゼンカイジャーVSキラメイジャーVSセンパイジャー（2022年9月28日）[34][35]

### 舞台
- DisGOONie “Sailing” Vol.10 anniversary ship 舞台「MOTHERLAND」（2021年12月3日 - 12日、東京：明治座 / 12月18日・19日、大阪：森ノ宮ピロティホール）[36] - 睡蓮花 役
- CRUSH KITCHEN ENTERTAINMENT VOL.3「サタデーナイトスペシャル」（2022年10月5日 - 9日、六行会ホール） - 空坂昊 役[37]
- ミュージカル『クリスマス・キャロル2022』（2022年12月7日 - 13日、東京キネマ倶楽部） - ヒロイン・ケイト 役[38]
- 朗讀劇「極楽牢屋敷 木下半太版四谷怪談」（2023年8月11日 - 20日、東京・サンシャイン劇場）[39]

### テレビ番組
- 火曜サプライズ（2019年2月26日、日本テレビ）
- ウマラテ（2019年4月4日 - 25日、フジテレビ）
- ポケモンの家あつまる?（2019年5月12日、テレビ東京）
- タビフク+VR（2019年5月29日・6月5日、BS-TBS）
- THE突破ファイル（2019年7月25日・12月12日・2021年2月11日・5月27日・7月8日・22日・8月12日・9月9日・10月28日・11月18日・2022年1月27日・3月3日・5月19日・7月28日・9月1日・2023年4月27日・7月13日・10月19日・26日・2024年2月8日、日本テレビ）
- 馬好王国〜UmazuKingdom〜（2020年2月29日・3月7日・2021年9月4日・11日、フジテレビ）[40][41]
- サン・ジェルマン伯爵は知っている（2020年3月5日、テレビ朝日）
- あざとくて何が悪いの?（2021年2月6日、テレビ朝日）[42]
- あいつ今何してる?（2021年2月24日、テレビ朝日）[43]
- バゲット（2021年3月9日・7月8日・2022年8月9日、日本テレビ）[44]
- ポツンと一軒家（2021年4月11日、朝日放送テレビ・テレビ朝日） - ゲスト[45]
- 福岡 Ramen with me 第17話・第22話（2021年4月29日・6月3日、福岡放送テレビ）[46][47]
- Run for money 逃走中（2021年5月5日、フジテレビ）[48]
- 世界まる見え!テレビ特捜部（2021年5月17日、日本テレビ）
- よじごじDays（2021年5月18日・6月15日、テレビ東京）
- 2時45分からはスローでイージーなルーティーンで（2021年5月20日、関西テレビ） - ゲスト[49]
- ヒルナンデス!（2021年5月24日・7月8日、日本テレビ）
- 1億人の大質問!?笑ってコラえて!（2021年5月26日、日本テレビ）[50]
- 7つの海を楽しもう!世界さまぁ〜リゾート（2021年6月19日、TBS）[51]
- スッキリ（2021年7月8日、日本テレビ）
- 人生が変わる1分間の深イイ話（2021年7月12日・26日、日本テレビ）[52]
- 今田耕司のネタバレMTG（2021年7月17日、読売テレビ）[53]
- 水野真紀の魔法のレストラン（2021年8月25日、MBS）[54]
- The Gift（2021年9月27日、日本テレビ）[55]
- TEPPEN2021秋（2021年10月9日、フジテレビ）[56]
- デカ盛りハンター（2021年10月26日、テレビ東京）
- キスマイBUSAIKU!?（2021年11月4日、フジテレビ）
- 防犯カメラが捉えた!衝撃コント映像（2022年1月16日・23日、朝日放送） - 進行アシスタント[57]
- しくじり先生 俺みたいになるな!!（2022年1月29日、テレビ朝日）[58]
- ジョシとドラゴン★サバンナ高橋&新條由芽（2022年5月6日 - 27日、TBS）
- 浜ちゃんが!（2022年12月21日、読売テレビ）

### ウェブ番組
- スーパー戦隊パーティー（2020年2月1日 - 2021年2月28日、東映特撮ファンクラブ・ビデオパス)
- 〜音楽ヒーロー・ヒロイン〜奏デンジャーⅡ 最終回 #8（2023年3月31日、ヤマハJOC チャンネル 他[注釈 2]） - ゲスト[59]

### CM
- おいしくモグモグたべるチョコ（森永製菓）
- 週刊プレイボーイ 52周年創刊月間 アドボード（2018年10月1日 - 31日、集英社）
- ジョリーパスタ（ゼンショーホールディングス）
- Honda Cars 「母娘」篇（2019年8月9日 - 、本田技研工業）

### ミュージックビデオ
- DAIGO「今夜、ノスタルジアで」（2018年7月）
- フラワーカンパニーズ「元気ですか -2018 acoustic ver.-」（2018年8月）
- 感覚ピエロ「ARATA - ANATA」（2019年3月）[60]
- GLAY「Pianista」（2023年9月）

### ラジオ
- シークレットアワー（2019年 - 2020年、エフエム群馬）※『サンセット5』内コーナー[9]
- 新條由芽 黄昏ミュージック（2020年 - 、エフエム群馬）※『POTLUCK』内コーナー[11]

### 玩具
- 魔進戦隊キラメイジャー 最煌弓 DXキラフルゴーアロー（2020年10月3日）
- 魔進戦隊キラメイジャー キラメイチェンジャー -MEMORIAL EDITION-（2022年11月）

## 書籍

### 写真集
- ゆめいろ（2021年2月25日、集英社）[61]

### デジタル写真集
- 宝探しのはじまり（2018年11月30日、集英社、週プレ PHOTO BOOK）
- サヨナラは夏の向こう（2020年1月17日、集英社、週プレ PHOTO BOOK）
- キラめくヒロイン（2020年5月29日、講談社、FRIDAYデジタル写真集）[62]
- シンデレラは道半ば（2020年6月26日、集英社、週プレ PHOTO BOOK）
- プリズム（2020年7月20日、集英社、週プレ PHOTO BOOK）[63]
- Elle est très belle（2020年11月12日、集英社、YJ PHOTO BOOK）
- 「ゆめいろ」digital edition （2021年5月3日、集英社、週プレ PHOTO BOOK）
- キラメキ素肌（2021年8月20日、講談社、FRIDAYデジタル写真集）
- Over the Green（2022年3月19日、集英社、週プレ PHOTO BOOK）
- ダークサイド（2022年5月23日、集英社、週プレ PHOTO BOOK）
- 24歳の雫（2022年9月1日、講談社、FRIDAYデジタル写真集）

### カレンダー
- トライエックス 2022年 新條由芽 カレンダー（2021年8月31日、トライエックス）ASIN B09BZKZRQ5
- トライエックス 2023年 新條由芽 カレンダー（2022年8月31日、トライエックス）ASIN B0B96W83M2
- トライエックス 2024年 新條由芽 カレンダー（2023年10月28日、トライエックス）ASIN B0CH1DHMNN

## ディスコグラフィ

### キャラクターソング
| 発売日         | 商品名                                                  | 歌                                     | 楽曲             | 備考                                                     |
| -------------- | ------------------------------------------------------- | -------------------------------------- | ---------------- | -------------------------------------------------------- |
| 2020年12月23日 | 魔進戦隊キラメイジャー キャラクターソングアルバム       | キラメイグリーン／速見瀬奈（新條由芽） | 「Winding Road」 | テレビドラマ『魔進戦隊キラメイジャー』エンディングテーマ |
| 2021年2月10日  | 魔進戦隊キラメイジャー 全曲集 めっちゃ輝煌（きこう）ぜ! | キラメイグリーン／速見瀬奈（新條由芽） | 「Winding Road」 | テレビドラマ『魔進戦隊キラメイジャー』エンディングテーマ |